# Nachyn Kuular
 (mai 2019).
Si vous disposez d'ouvrages ou d'articles de référence ou si vous connaissez des sites web de qualité traitant du thème abordé ici, merci de compléter l'article en donnant les références utiles à sa vérifiabilité et en les liant à la section « Notes et références ».
Nachyn Sergeyevich Kuular (en russe : Начын Сергеевич Куулар ; né le 9 juin 1995 à Kyzyl, en république de Touva) est un breakdancer et un lutteur russe.